# Rudolf Klepač
Rudolf Klepač (Majerje, 30. ožujka 1913. – Zagreb, 1. siječnja 1994.) bio je hrvatski fagotist, profesor fagota, dirigent i kulturni veleposlanik. Nazivali su ga "jednim od najvećih hrvatskih glazbenih umjetnika" te "prvim fagotistom Europe". Kao solist na fagotu, svjetsku slavu stekao je interpretacijom poznatog koncerta za fagot Wolfganga Amadeusa Mozarta u B-duru.

## Biografija
Rođen je u Majerju kod Varaždina. Glazbenu naobrazbu započinje klarinetom i fagotom u vojnoj glazbenoj školi u Vršcu, a nastavlja na Muzičkoj akademiji u Zagrebu. Godine 1950. postaje solo-fagotist Državnog simfonijskog orkestra, današnje Zagrebačke filharmonije. Bio je suosnivač Zagrebačkog duhačkog kvinteta i aktivan član komornih sastava. Istovremeno je djelovao kao prvi profesor fagota na zagrebačkoj Muzičkoj akademiji. Od 1955. do umirovljenja 1978. godine radio je kao profesor fagota na konzervatoriju Mozarteum u Salzburgu. Bio je solo-fagotist Mozarteum orkestra te voditelj Salzburškog puhačkog ansambla. Nastupao je kao solist i komorni glazbenik na brojnim festivalima, uključujući Dubrovačke ljetne igre, Praško proljeće, Edinburški festival, Venecijanski bijenale i Bečki festival. Snimao je za diskografske kuće kao što su Vanguard, Jugoton, Deutsche Grammophon, BASF i Amadeo. Praizvodio je i koncerte hrvatskih skladatelja poput Brune Bjelinskog, Milka Kelemena, Borisa Papandopula i Stjepana Šuleka. Kao pedagog, odgojio je niz generacija fagotista u Zagrebu i Salzburgu. Održavao je majstorske tečajeve u sklopu Salzburških svečanih igara. Njegovo pedagoško i umjetničko djelovanje značajno je pridonijelo razvoju fagota kao solističkog instrumenta u Hrvatskoj i Austriji.

### Priznanja i nagrade
Dobitnik je više značajnih priznanja, uključujući austrijske nagrade "Max Reinhardt" i "Mozart", Zlatni prsten grada Salzburga i počasni pokal grada Salzburga. U Hrvatskoj je 1987. godine dobio Nagradu "Vladimir Nazor" za životno djelo.

## Osobni život
Od 1945. godine bio je u braku s operetnom prvakinjom Ružom Cvjetičanin, s kojom je imao dvoje djece. Njihov sin Željko Klepač također je bio istaknuti fagotist. Kćer Marina Würth darovala je dio obiteljske ostavštine Muzeju grada Zagreba.

## Nasljeđe
Povodom 100. obljetnice njegova rođenja 2013. godine, objavljena je dvojezična monografija uz CD s njegovim izvedbama. Istom prilikom održani su izložba i koncert Zagrebačke filharmonije u njegovu čast. Godine 2025. u čast Rudolfu i sinu Željku održan je koncert u prostorijama Hrvatske radiotelevizije.